# Miłorząb dwuklapowy

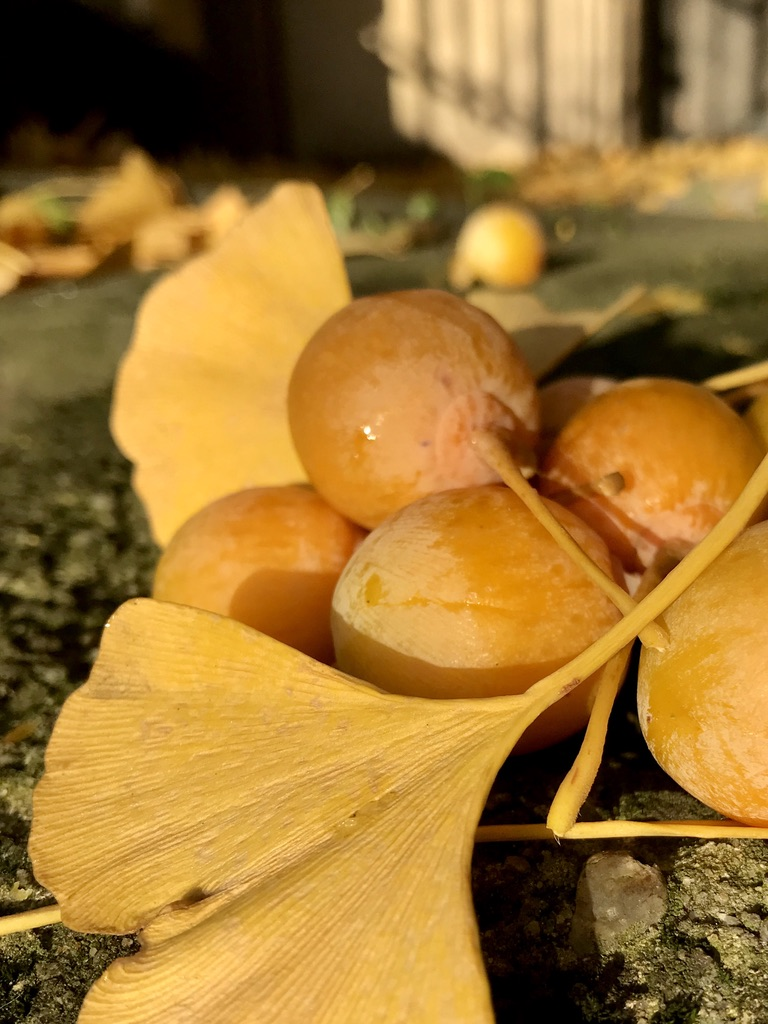
Nasiona miłorzębu – pomnika przyrody w Cieszynie

Miłorząb dwuklapowy, m. chiński, m. dwudzielny (Ginkgo biloba L.) – gatunek drzewa należącego do rodziny miłorzębowatych. Pochodzi z Chin. Obecnie jest gatunkiem zagrożonym na stanowiskach naturalnych. Miłorząb dwuklapowy podobny jest do kopalnego gatunku Ginkgo adiantoides. Czasami używana nazwa miłorząb japoński jest myląca, gdyż gatunek ten nie występuje naturalnie w Japonii, a jedynie z tego kraju drzewo to po raz pierwszy trafiło do Europy.

## Występowanie
Gatunek endemiczny i reliktowy występujący na stanowiskach naturalnych wyłącznie w Chinach. Przez długi czas utrzymywało się przekonanie, że ani w Chinach ani w Japonii miłorząb nie występuje już w stanie dzikim, a jego osobniki rosnące m.in. przy wielu świątyniach i klasztorach zawdzięczają swe istnienie jedynie opiece kapłanów i mnichów. Pierwsze stanowisko wskazywane jako naturalne odkryto w połowie XX w prowincji Anhui. Kolejne populacje uznawane za naturalne lub półnaturalne zgłaszano z Dahongshan (Hubei), Wuchuan (Kuejczou), z Jinfoshan koło Chongqing, na masywie Tianmushan (Zhejiang) oraz w górach Dalou Shan na granicy między prowincją Kuejczou i Chongqing. Za najbardziej prawdopodobne uznaje się, że gatunek przetrwał na dwóch naturalnych stanowiskach – we wschodnich Chinach na górze Tianmushan oraz w południowo-zachodnich w górach Dalou.
Od wielu wieków gatunek był uprawiany w Chinach i został szeroko rozprzestrzeniony w południowo-wschodniej i wschodniej części tego kraju. Około XIII wieku gatunek z wschodnich Chin trafił do Japonii i Korei. 
Do Europy miłorząb został sprowadzony w pierwszej połowie XVIII wieku z Japonii do Holandii do ogrodu botanicznego w Utrechcie (najstarszy okaz w Europie). Nie jest pewne, kiedy sprowadzono go do Polski, a najstarszy zachowany okaz rośnie od lat 70. lub 80. XVIII wieku w ogrodzie przy pałacu w Łańcucie. W latach 80. XX w. mierzył 31 m wysokości, a na wysokości 130 cm nad ziemią miał 352 cm obwodu. Inne okazy w Polsce pojawiały się kolejno: w 1808 – w Ogrodzie Botanicznym w Krakowie, 1824 – w Ogrodzie Botanicznym w Warszawie, 1827 – w arboretum w Kórniku w PAN oraz w Ogrodzie Dendrologicznym w Przelewicach.
Współcześnie gatunek jest szeroko rozpowszechniony na świecie w uprawie na terenach zieleni oraz na plantacjach dostarczających surowca do zastosowań w kosmetyce i lecznictwie.

## Morfologia

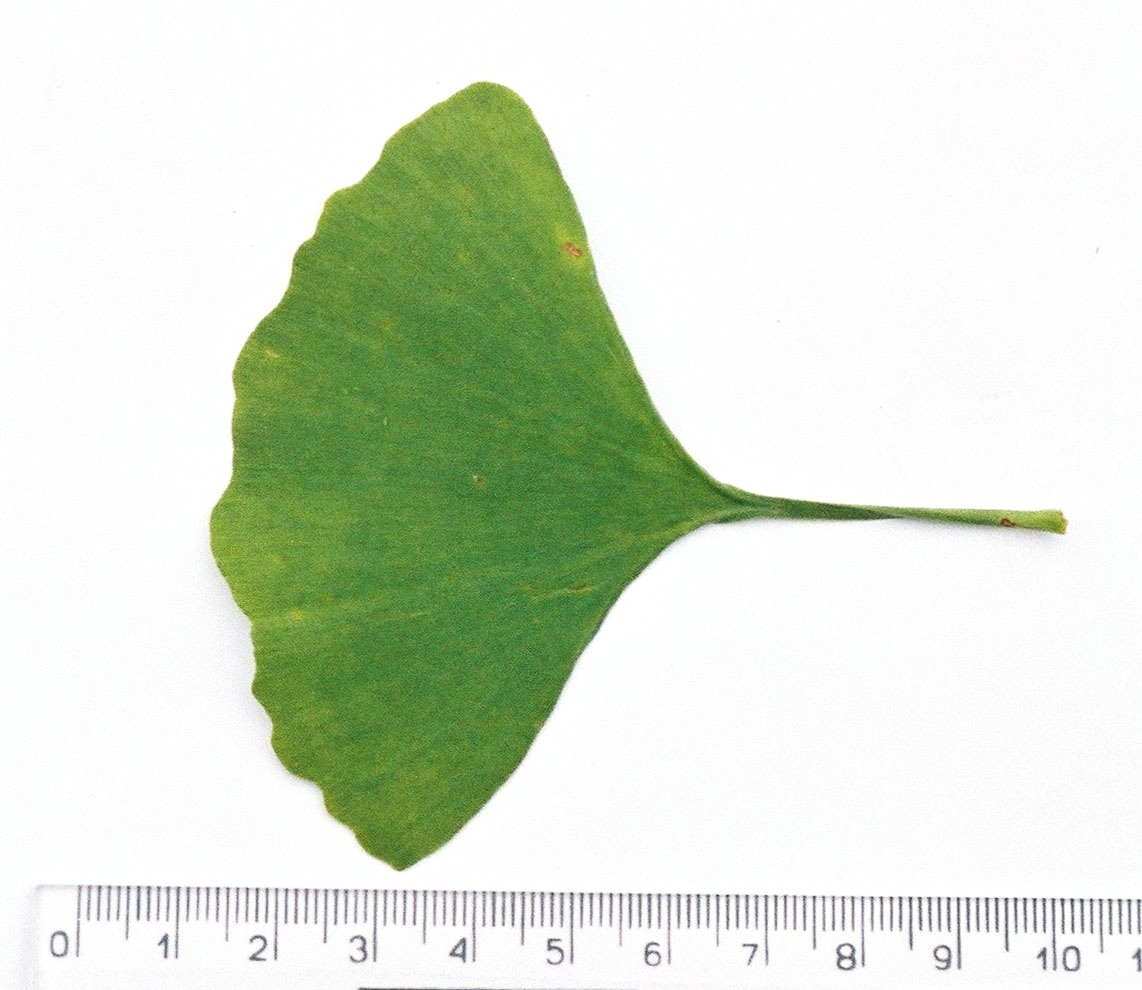
Liść miłorzębu

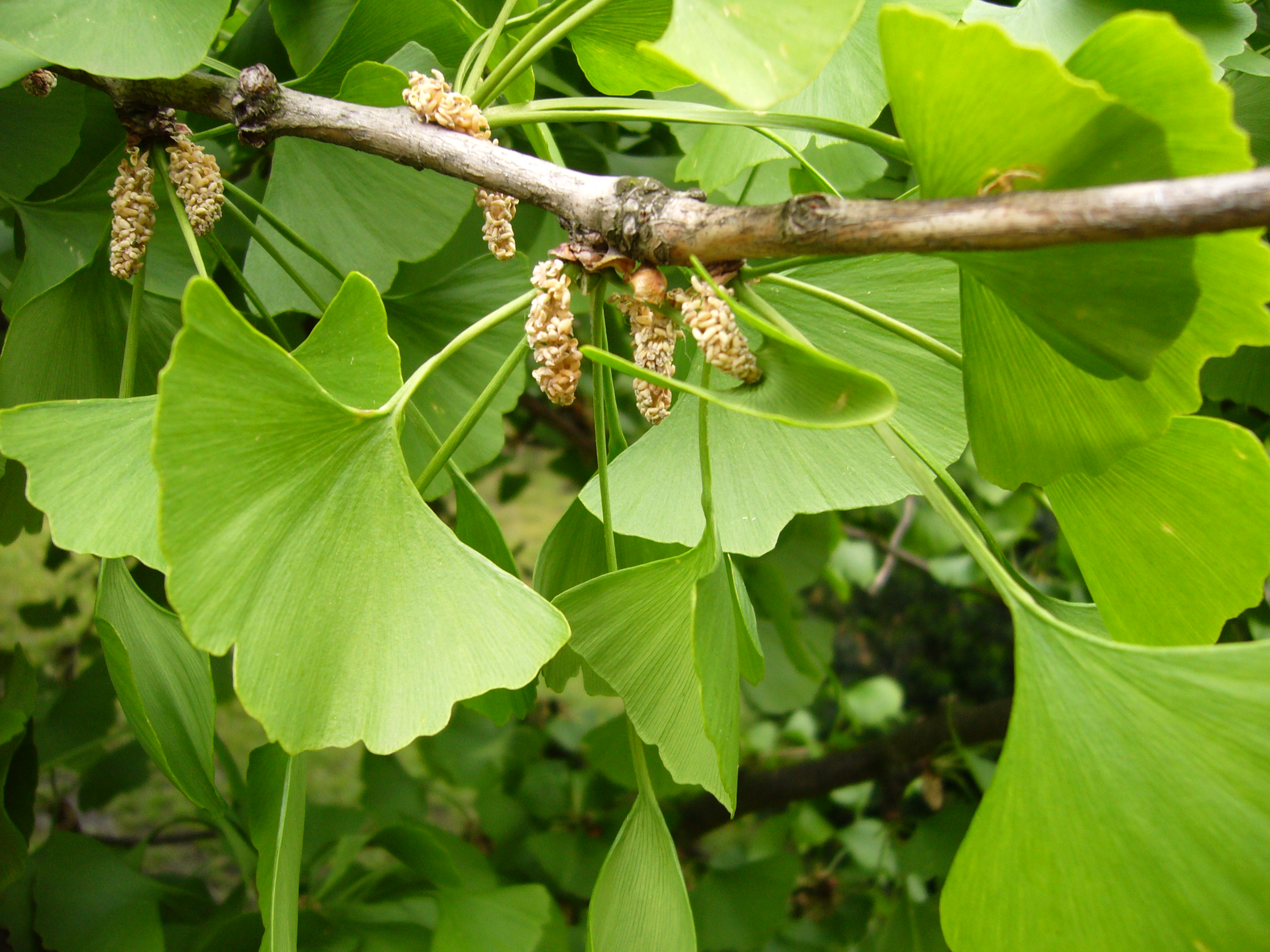
Liście i kwiaty męskie

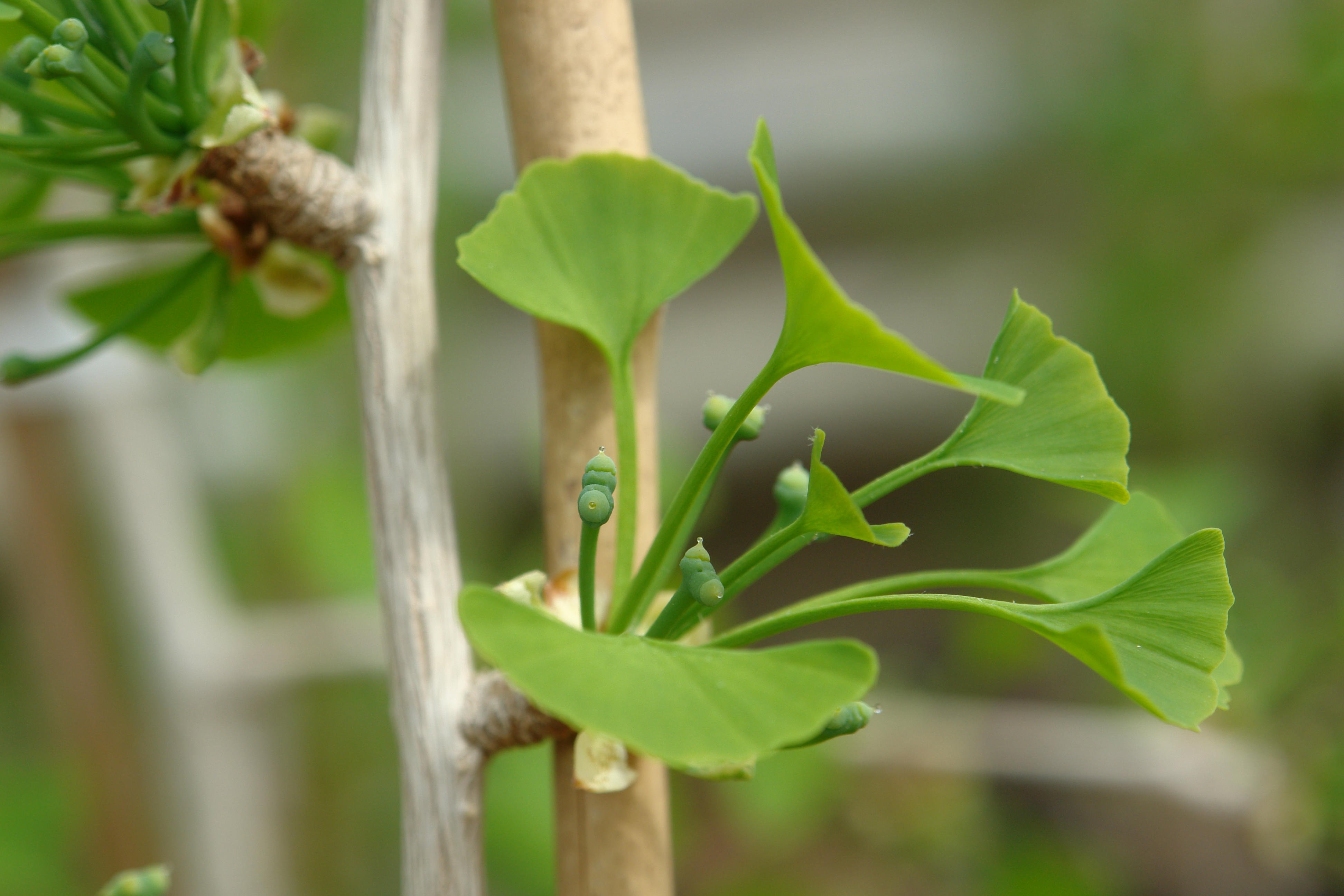
Kwiaty żeńskie

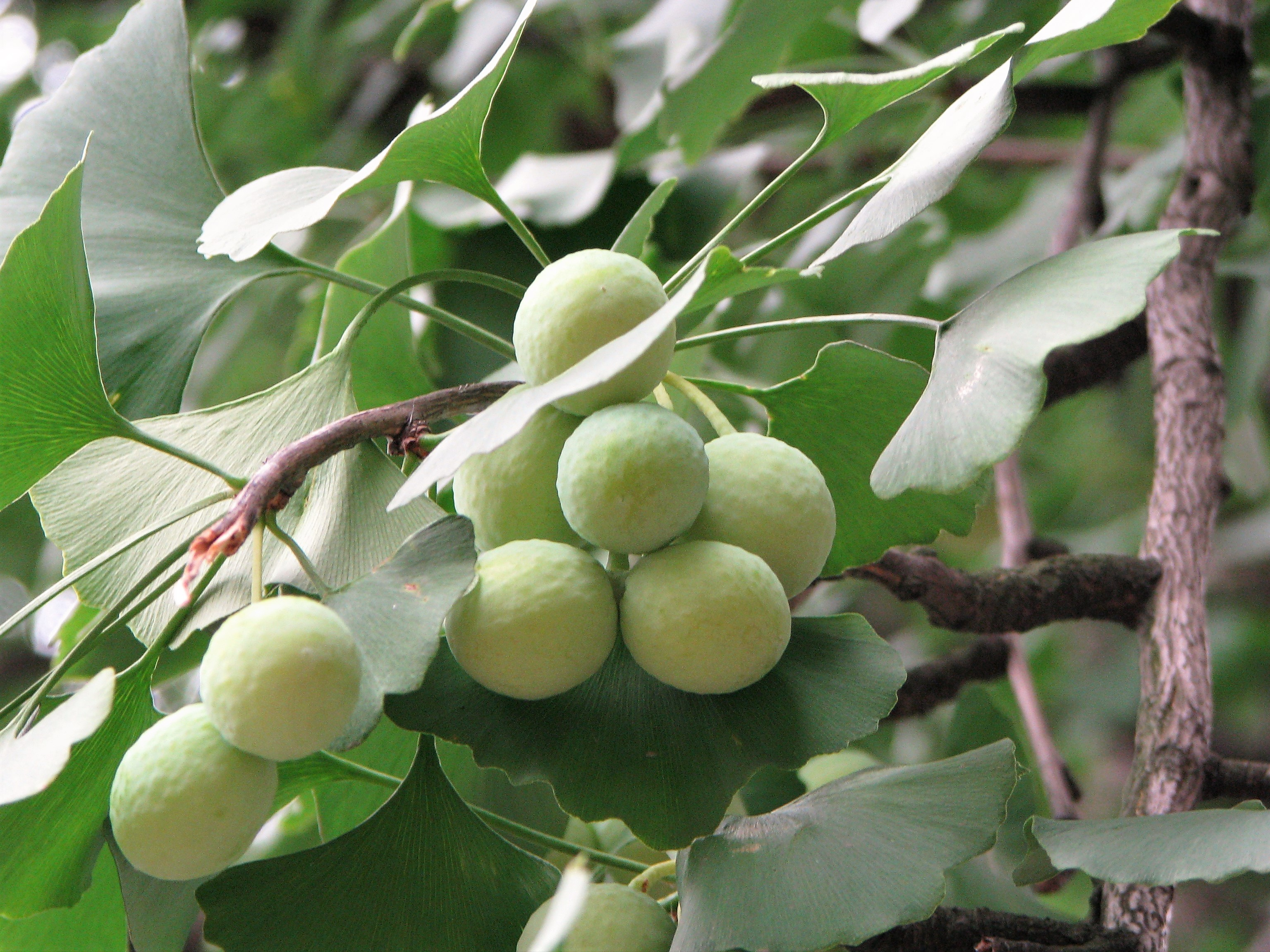
Dojrzewające nasiona w osnówkach

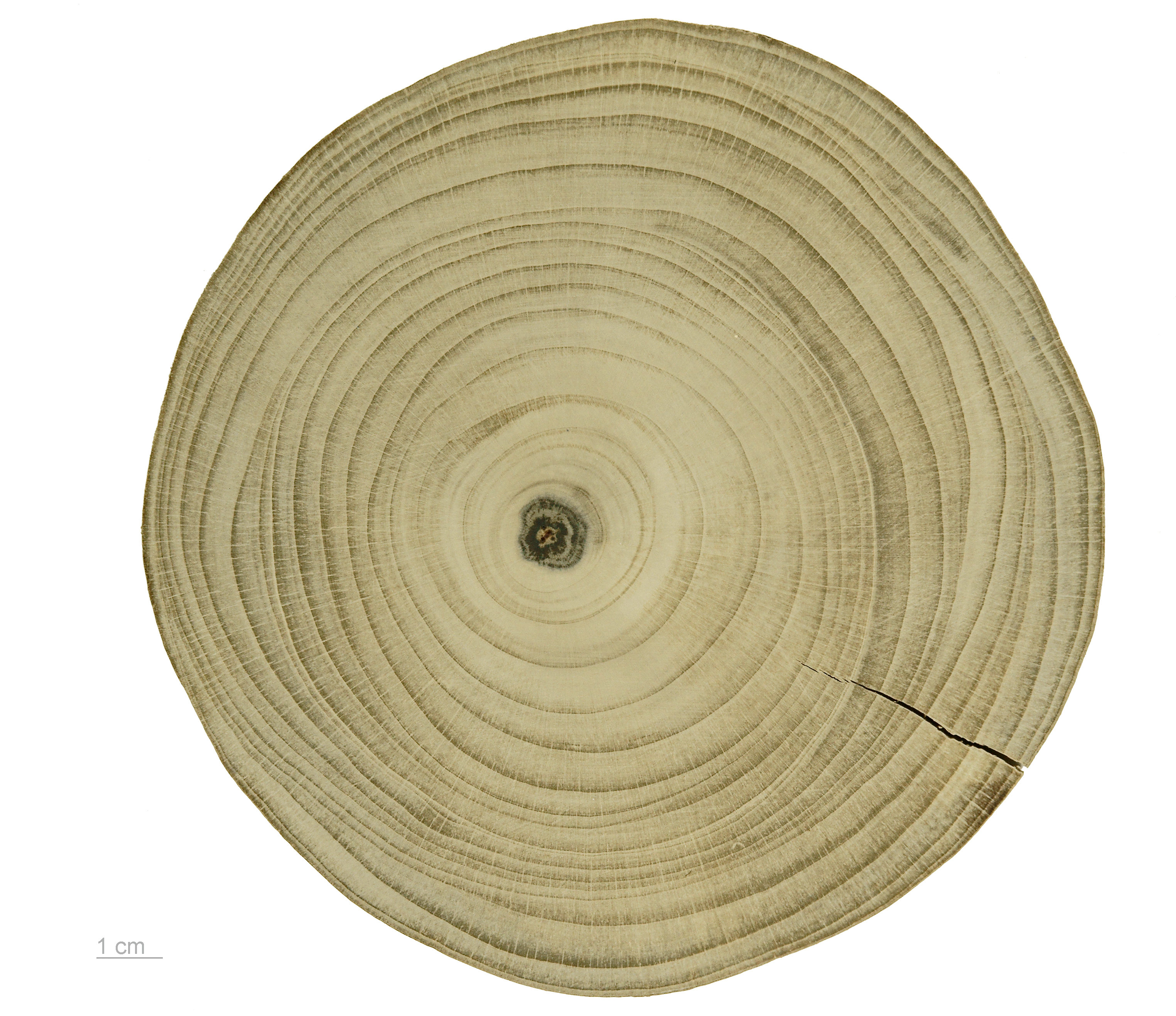
Przekrój pnia

PokrójDorasta w swojej ojczyźnie do 40 metrów wysokości, w Polsce do 30 m. Korona młodych okazów luźna, u starszych często z kilkoma głównymi pniami i rozbudowaną szyją korzeniową. Pędy zróżnicowane na krótkopędy i srebrzysto połyskujące długopędy.
PieńProsty, osiąga do 4,5 m średnicy. Kora bruzdowana, szarobrunatna, u starszych egzemplarzy głęboko spękana i gruba.
LiścieSkrętoległe i długoogonkowe, w większości wyrastają na krótkopędach, na których są gęsto skupione po 5–8. Pąki są stożkowate, okryte wieloma łuskami, grube i ostro zakończone, barwy zielonej bądź czerwonej. Blaszka liściowa osiąga do 10–13 cm długości; jest wachlarzowata, czasem mniej lub bardziej wrębna w części środkowej (silniej na młodych roślinach), skórzasta, twarda, aparaty szparkowe jak u okrytozalążkowych na spodniej stronie liści. Blaszka ma użyłkowanie widlaste, rozgałęziające się dychotomicznie. Jesienią liście przebarwiają się na kolor jaskrawożółty (już w drugiej dekadzie września; liście utrzymują się na drzewie aż do ujemnych temperatur, a potem bardzo długo zachowują intensywne zabarwienie leżąc pod drzewem).
KwiatyRoślina dwupienna, choć wszczepia się gałązki żeńskie w korony drzew męskich (pierwszy taki znany, udany eksperyment przeprowadzono na początku XIX w. w ogrodzie botanicznym w Wiedniu). Kwiaty męskie zebrane są w żółte kotki o długości 2–4 cm. Pojawiają się późną wiosną w kątach liści na krótkopędach. Kwiaty składają się z pojedynczego pręcika w formie trzonka z dwoma stulonymi workami pyłkowymi. Kwiaty te bardzo mocno pylą; pyłek przenoszony jest na odległość do 1,5 km. Kwiaty żeńskie to dwa nagie zalążki o długości 4 mm. Umiejscowione są na długiej szypułce (4 cm długości) na krótkopędzie. Liczba kwiatów przeważnie parzysta. Nie zawsze oba zalążki rozwijają się.
NasionaRozwijają się na długiej szypule. Są elipsoidalne, z cienką ale twardą i kanciastą na brzegu łupiną. Otoczone są mięsistą, kulistawą i żółtą osnówką o średnicy 2–3 cm, przypominającą śliwkę (uwaga: nie należy ich mylić z owocami – nagonasienne nie wytwarzają owoców). Osnówki po przejrzeniu stają się miękkie i cuchną kwasem masłowym.
DrewnoZróżnicowane na jasnobrązowy biel i czerwonawożółtą twardziel, posiada jedwabisty połysk oraz zwartą strukturę z wąskimi i dobrze widocznymi słojami rocznymi, przypomina drewno drzew iglastych – jest lekkie i miękkie, poza tym odporne na gnicie i ogień, bardzo cenione, stosowane w rzeźbiarstwie oraz do produkcji mebli i pojemników do przechowywania japońskiej wódki sake.

## Biologia i ekologia
RozwójDrzewo dwupienne, rozdzielnopłciowe. Kwitnie po 40 latach uprawy z nasion. Zapłodnienie trwa do około 5 miesięcy (to zależy od temperatury i wilgotności). Nasiona z polskich miłorzębów mają bardzo małą zdolność kiełkowania rzędu 20–30%. Zazwyczaj rozwija się tylko jeden zalążek kwiatu żeńskiego. U starszych okazów (zwykle ponadstuletnich) na pniu pojawiają się narośla zwane czi-czi. Początkowo guzowate, wielkości pięści, mają budowę pędu, ale są nieulistnione. Przybierają z czasem formę korzeni powietrznych, które po zetknięciu się z glebą zakorzeniają się. Drzewo długowieczne.
Wymagania siedliskoweJest to roślina światłożądna, odporna na mróz (przemarzać mogą jednak młode rośliny) i zanieczyszczenie powietrza. Najlepiej rośnie na glebie głębokiej, świeżej i żyznej. Nie znosi gleb piaszczystych i podmokłych. Bardzo dobrze wytrzymuje bardzo małe napowietrzenie gleby i zasolenie. Jest bardzo odporna na suszę glebową. Gatunek odporny na choroby i szkodniki. Bardzo wolno przyrasta na grubość pnia i za młodu dosyć długo musi być palikowany. Nadaje się na bonsai. Dobrze znosi cięcie.

## Zastosowanie

### Roślina lecznicza
Surowiec zielarskiLiść miłorzębu dwuklapowego (Ginkgonis folium) – cały lub połamany, wysuszony liść o zawartości nie mniej niż 0,5% flawonoidów.
SkładWyciąg z miłorzębu dwuklapowego zawiera glikozydy flawonowe m.in. izoramnetynę, olejek kamforowy, kwercetynę oraz laktony terpenowe (ginkolidy a, b, c i bilobalid). Lek usprawnia krążenie obwodowe i mózgowe, zapobiega zwapnieniu naczyń, hamuje agregację płytek krwi, zwiększa jej przepływ, usprawnia pamięć i ułatwia koncentrację.
Wskazania do stosowaniaPostępujące obniżenie wydolności intelektualnej oraz zaburzenia ukrwienia obwodowego i mózgowego. Mogą wystąpić spontanicznie krwawienia i reakcje alergiczne. Celowości stosowania miłorzębu w profilaktyce demencji oraz choroby Alzheimera, a także jego pozytywnego wpływu na sprawność umysłową, nie udało się potwierdzić w badaniach klinicznych. Istnieją także badania wykazujące, że duże dawki miłorzębu dwuklapowego mogą być szkodliwe dla zdrowia, np. mogą przyczyniać się do powstawania udarów. Stwierdzono jednakże, że wyciąg z miłorzębu (EGb761) wykazuje skuteczność w leczeniu całego zakresu zaburzeń kognitywnych związanych z wiekiem.

### Roślina ozdobna

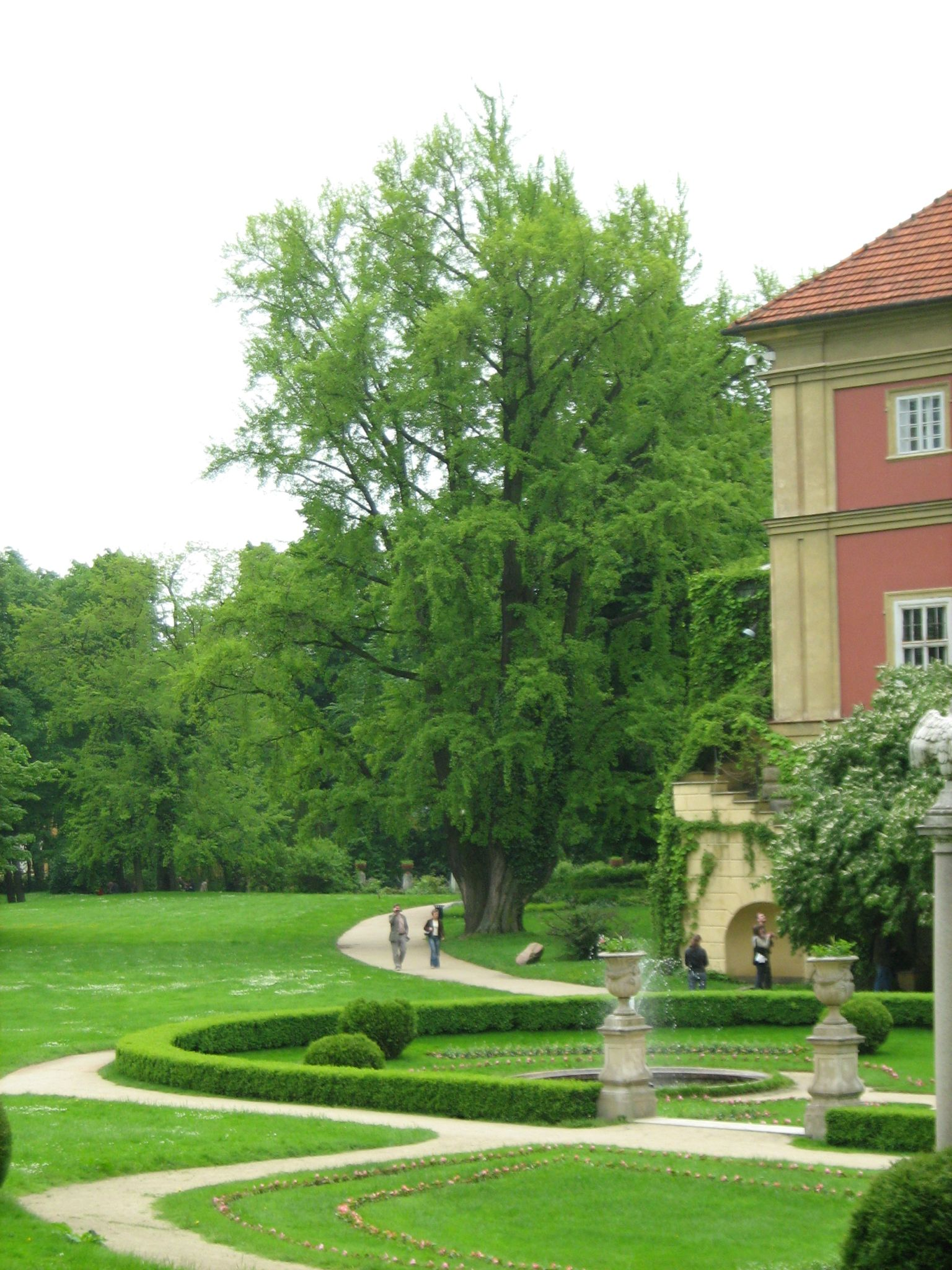
Najstarszy miłorząb w Polsce (ogród przypałacowy w Łańcucie)

Gatunek jest uprawiany jako ozdobny ze względu na oryginalne liście i silne ich przebarwianie się jesienią. W nasadzeniach ozdobnych wykorzystywane są liczne kultywary.
W Polsce gatunek dosyć często spotykany w parkach i ogrodach jako drzewo ozdobne, odporne na mrozy. Dzięki odporności na zasolenie gleby i zanieczyszczenia powietrza w wielu krajach stosuje się go do obsadzania ulic. Wybiera się przy tym prawie wyłącznie okazy męskie, gdyż dojrzałe nasiona spadając zaśmiecają ulice, a rozkładając się wydają nieprzyjemną woń.
W Japonii jest jednym z popularnych drzew jesieni. Łatwo je znaleźć w świątyniach buddyjskich, chramach shintō, parkach miejskich i wzdłuż ulic. Metropolia Tokio wybrała miłorząb jako swoje drzewo-symbol.
W centrum Hiroszimy znajduje się ogród o nazwie Shukkei-en, założony czterysta lat temu. Podczas amerykańskiego ataku nuklearnego w 1945 roku został on całkowicie zniszczony, albowiem epicentrum eksplozji było oddalone zaledwie o 1,2 km. Po wojnie został odtworzony i udostępniony zwiedzającym. W ogrodzie rośnie miłorząb, którego wiek szacuje się na ponad 200 lat. Tablica umieszczona przy nim informuje: Ten miłorząb jako jedyne drzewo [w tym ogrodzie] przetrwał burzę ogniową po bombardowaniu atomowym w dniu 6 sierpnia 1945 roku. Obwód pnia: około 4 m, wysokość: około 17 m. Jest przechylony przez podmuch wybuchu, przycinanie gałęzi zapobiega jego upadkowi.

### Roślina magiczna
- Panuje przekonanie, że miłorzęby sadzono przy świątyniach dlatego, by chroniły je przed pożarami. W przypadku pojawienia się ognia na płonące dachy miały spadać z każdego liścia krople wody. W 1923 r. po silnym trzęsieniu ziemi spłonęło prawie do szczętu całe Tokio. Ocalała m.in. stara świątynia Kwannon, osłonięta przez wielki okaz miłorzębu, a wraz z nią ludzie, którzy się w niej skryli. W pożarze drzewo utraciło wprawdzie wszystkie liście, ale przeżyło i na wiosnę znów okryło się zielenią[7].
- Narośle czi-czi na pniach starych miłorzębów Chińczycy czczą jako symbole płodności i urodzaju, a Chinki modlą się pod nimi o liczne potomstwo i o pokarm dla niego[7].

### Inne zastosowania
- Białe jądro zawarte w nasieniu jest w Chinach przysmakiem[5].
- Chińczycy wyrabiają z osnówek mydło.
- W Japonii nasiona, zwane tam 銀杏 ginnan[22], są powszechnie spożywane (po uprażeniu, gotowaniu). Dodaje się je również do popularnej potrawy chawan-mushi (rodzaj kremu jajecznego z warzywami, ginnan i zazwyczaj kurczakiem)[22][23].

## Odmiany
Na świecie jest około 200 odmian, m.in.:
- ‘Bolesław Chrobry’ – blaszki bardziej pogrubione, postrzępione i pofryzowane; odmiana wyhodowana w Uniwersytecie Przyrodniczym w Poznaniu[24];
- ‘Stefan Batory’ – wyhodowana na UP w Poznaniu[24];
- ‘Władysław Łokietek’ – bardzo wolno rośnie (10 lat osiąga 60–70 cm, a 20 lat – 1,7 m); bardzo drobne liście; odmiana polska, wyhodowana na UP w Poznaniu[24];
- ‘Mieszko I’ – średni wzrost, pokrój stożkowy; wyhodowana na UP w Poznaniu[24];
- ‘Przemysław II’ – wąski pokrój o lekko przewieszających pędach; wyhodowana na UP w Poznaniu[24];
- ‘Kazimierz Wielki’ – przewieszające pędy, korona kopulasta, pędy grube i długie, blaszki liściowe do 20 cm, intensywnie i szybko rosnący; wyhodowana na UP w Poznaniu[24];
- ‘Fastigiata’ – wąska, kolumnowa; klon męski
- ‘Mariken’ – holenderska, do małych ogrodów, szczepiona, powstała z „czarciej miotły”; ciemniejsze liście, kuliste, niektóre liście zrośnięte po 2; klon męski
- ‘Pendula’ – płacząca[5]
- ‘Pragense’ – znaleziono w Pradze w latach 60. Początkowo pędy wzniesione do góry, po kilku latach pędy przewieszają się; krótkie przyrosty 20–30 cm; klon męski
- ‘Saratoga’ – amerykańska odmiana – lata 80.; inny kształt blaszki liściowej, podstawa zawsze klinowata; kopulasta korona; często krzewiasta; klon męski
- ‘Variegata’ – powstała w Chinach w 1856; w 1995 r. trafiła do Polski; rośnie wolno; z białymi paskami lub plamami na liściach, bardzo duża zmienność liści; im więcej słońca, tym bardziej pstra; korona szeroko kopulasta; klon żeński